# Dolichopus walkeri
Dolichopus walkeri är en tvåvingeart som beskrevs av Van Duzee 1921. Dolichopus walkeri ingår i släktet Dolichopus och familjen styltflugor. Inga underarter finns listade i Catalogue of Life.